# Роузвил (Охајо)
Роузвил (енгл. Roseville) град је у америчкој савезној држави Охајо.

## Демографија
По попису из 2010. године број становника је 1.852, што је 84 (-4,3%) становника мање него 2000. године.
| Група             | 2000.         | 2010.         |
| Белци             | 1.900 (98,1%) | 1.805 (97,5%) |
| Афроамериканци    | 6 (0,3%)      | 10 (0,5%)     |
| Азијати           | 0 (0,0%)      | 3 (0,2%)      |
| Хиспаноамериканци | 7 (0,4%)      | 12 (0,6%)     |
| Укупно            | 1.936         | 1.852         |